# 신도쿄국제공항공단
신도쿄국제공항공단(일본어: 新東京国際空港公団, New Tokyo International Airport Authority, NAA)은 일본에 존재했던 특수법인이다. 1966년 7월 30일 신도쿄국제공항공단법에 따라 수립되어 나리타 국제공항의 설치 및 관리를 맡았으나 2004년 4월 1일 나리타국제공항주식회사법에 따라 해산되었다. 공단이 맡았던 사업은 나리타 국제공항주식회사가 승계받았다.
본사 건물은 설립 초기 도라노몬의 공동통신회관에 입주해 있다가 나리타 국제공항 개항 후 지바현 나리타시 기노네 신다이 24번지 건물로 옮겼다.

## 설립
신도쿄 국제공항의 공항 부지 결정 이틀 후인 1966년 7월 6일 "신도쿄국제공항공단법 시행일을 정하는 정령"이 공표되었다. 같은 달 11일부터 신도쿄국제공항공단 설립위원회가 세워져 설립을 준비했으며 7월 30일 공단이 설치되었다.
조직 정원은 임원 9명, 직원 908명으로 총 917명이었다.

## 사업
일본 항공법 및 국토교통대신이 지시한 기본계획에 따라 신도쿄 국제공항의 설치와 관리 업무를 수행했다. 또한 공항 주변에서 항공기 소음 등으로 인한 장애를 예방하고 손실 보상을 위한 업무도 수행했다.
1980년 법 개정 이후에는 국토교통대신의 인가를 받아 일정 범위 이내에서 공단의 위탁사업 및 관련 사업에 투자할 수 있는 허가를 받았으며, 이듬해에 시바야마 철도가 개업했다.

## 재무 및 회계
기존 일본의 공항은 건설비를 국비로 충당하고 국가가 직접 관리하는 일이 관례였으나, 신도쿄 국제공항 건설 당시에는 일본 정부가 일부 출자금을 대고 여기에 민간 차입금을 도입하는 독립채산재 형식으로 탄력적으로 운영하고 공항 사용료 등의 수입으로 차입금을 상황하는 경영방식을 채택했다.
공단은 매 사업년도마다 국토교통대신으로부터 예산 등의 인가, 재무재표의 승인을 받았다. 한편 건설 자금에는 차입금 외에도 신도쿄 국제공항 채권을 발행해 일본 정부의 채무보증을 인정받았다. 손익의 경우 상각비 및 업무관리비 부담으로 개항 초기부터 적자를 기록했지만, 여객 및 화물 수요의 성장으로 1984년에 처음으로 흑자를 기록했고, 1991년에는 224억엔의 흑자를 기록해 누적흑자 336억엔을 기록했다. 하지만 이듬해 1992년 제2여객터미널 사용개시로 발생한 상각비 부담 등으로 다시 적자가 기록되다가 2001년부터 다시 흑자를 기록하고 있다.

## 해체
2000년 12월 1일 모리 요시로 내각에서 '행정개혁개강'이 발표되어 모든 특수법인 사업과 조직형태에 대한 검토가 시작되었으며, 이후 고이즈미 내각의 "성역 없는 구조 개혁" 정책에 따라 2003년 7월 11일 나리타국제공항주식회사법의 각의가 결정되었다. 이 법은 같은 해 5월 22일 중의원 본회의를, 7월 11일 참의원 본회의를 통과해 7월 18일 주식회사법이 공포되었다. 이 법에 따라 2004년 4월 1일자로 공항공단이 해체되었고, 공항공단이 맡고 있던 업무와 사업, 회계를 모두 승계하는 특수회사인 나리타 국제공항주식회사가 설립되었다.

## 같이 보기
- 나리타 국제공항
- 일본 운수성
- 미야자와 다네오
- 야마모토 리키조
- 마루이 간이치